# Estadio Gregorio Carro
El Campo de Deportes Gregorio Carro, es un Estadio de Fútbol de la localidad de Curarú, Buenos Aires, Argentina. En este estadio, juega como local el Club Social y Deportivo Unión de dicha localidad. 
Cuenta con un vestuario local, un vestuario visitante, un vestuario para árbitros y dos cabinas para prensa. También posee una cancha de entrenamiento y una cancha de Fútbol 5 donde se disputan los Torneos de Verano organizados por el Club.
- Datos: Q5847974